# S-Layer
Als S-Layer (aus dem engl. surface layer – Oberflächenschicht), Kristalline Zellwand, S-Schicht(en), oder auch Hüllproteine bezeichnet man membranartige Oberflächenstrukturen, die von vielen Bakterien und nahezu allen Archaeen auf ihrer Zellwand ausgebildet werden.
Die Bezeichnung „S-layer“ (surface layer) wurde im Jahr 1976 vorgeschlagen und allgemein beim First International Workshop on Crystalline Bacterial cell Surface Layers, in Wien, Österreich im Jahr 1984 angenommen. Beim Workshop der European Molecular Biology Organization über Crystalline Bacterial Cell Surface Layers 1987 in Wien, wurden S-Schichten als „Two-dimensional arrays of proteinaceous subunits forming surface layers on prokaryotic cells“ definiert.
Für einen kurzen historischen Überblick zur Entwicklung der S-Schichtforschung siehe folgende Publikationen. Eine umfassende historische Darstellung zur Entwicklung der grundlegenden und angewandten S-Schicht-Forschung wird im folgenden aktuellen Review gegeben.

## Aufbau des S-Layers

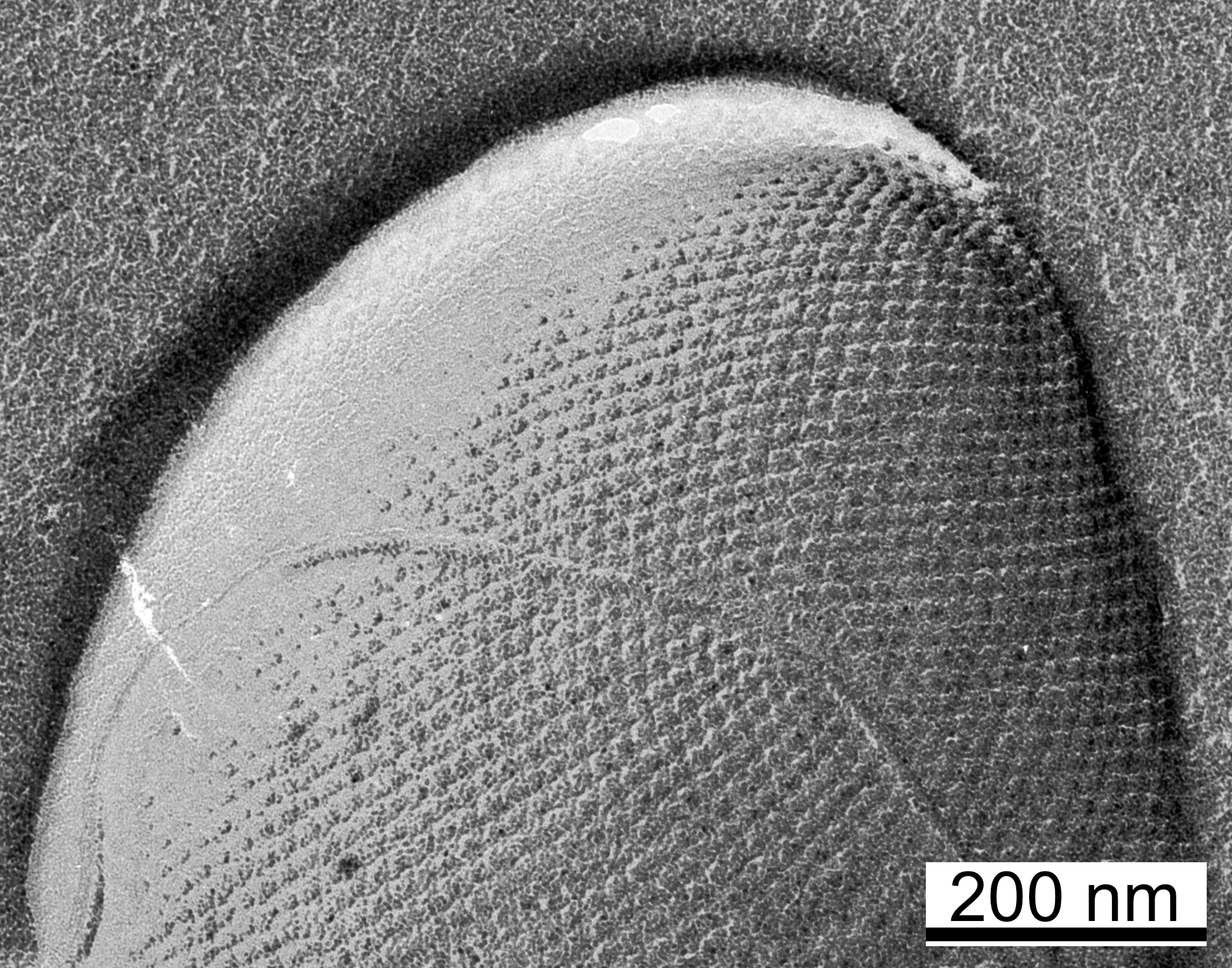
TEM Abbildung einer gefriergeätzten und mit Metall bedampften Zelle des Archaeums Methanocorpusculum sinense. Die S-Schicht zeigt hexagonale (p6) Gittersymmetrie mit einem Zentrums-zu-Zentrumsabstand zwischen den morphologischen Einheiten von ca. 16 nm. Bei der fadenförmigen Struktur handelt es sich um eine Geißel, die während der Zentrifugation der Zellen auf deren Oberfläche zu liegen kam. Creative Commons Attribution 4.0 International (CC BY 4.0) licence.

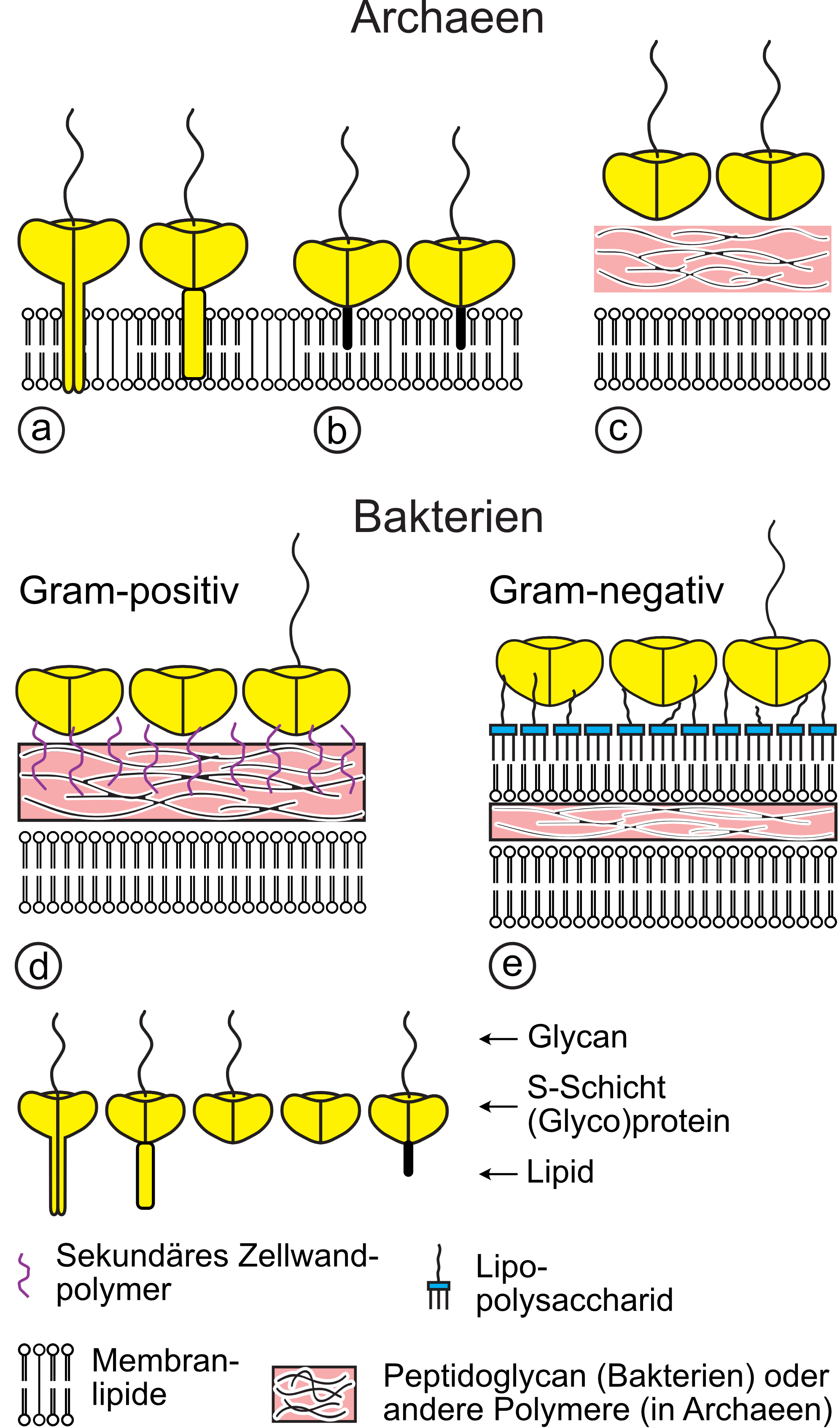
Schematische Abbildung der häufigsten supramolekularen Architekturen der Zellwände prokaryontischer Mikroorganismen mit S-Schichten. S-Schichten von Archaeen bestehen zumeist aus Glykoproteinen, die eine „pilzartige“ Morphologie aufweisen (a), wobei die stielartige, hydrophoben Domäne in der Plasmamembran verankert ist. Die S-Schichtglycoproteine können auch über kovalent gebundene Membranproteine verankert sein (b). Einige Archaeen besitzen eine rigide Wandkomponente als Zwischenschicht zwischen der S-Schicht und der Plasmamembran (c). In Gram-positiven Bakterien (d) sind die S-Schicht (Glyko)Proteine zumeist über spezifische Zellwandpolymere mit der rigiden peptidoglycanhältigen Zellwandschicht verbunden. In den Gram-negativen Bakterien (e) ist die S-Schicht an die Lipopolysaccharidschicht der äußeren Membran gebunden. Vereinzelt werden Organismen beobachtet, die mehr als eine S-Schicht tragen. (Grafik übernommen und übersetzt von Referenz Sleytr u. a. 2025) Creative Commons Attribution 4.0 International (CC BY 4.0) licence.

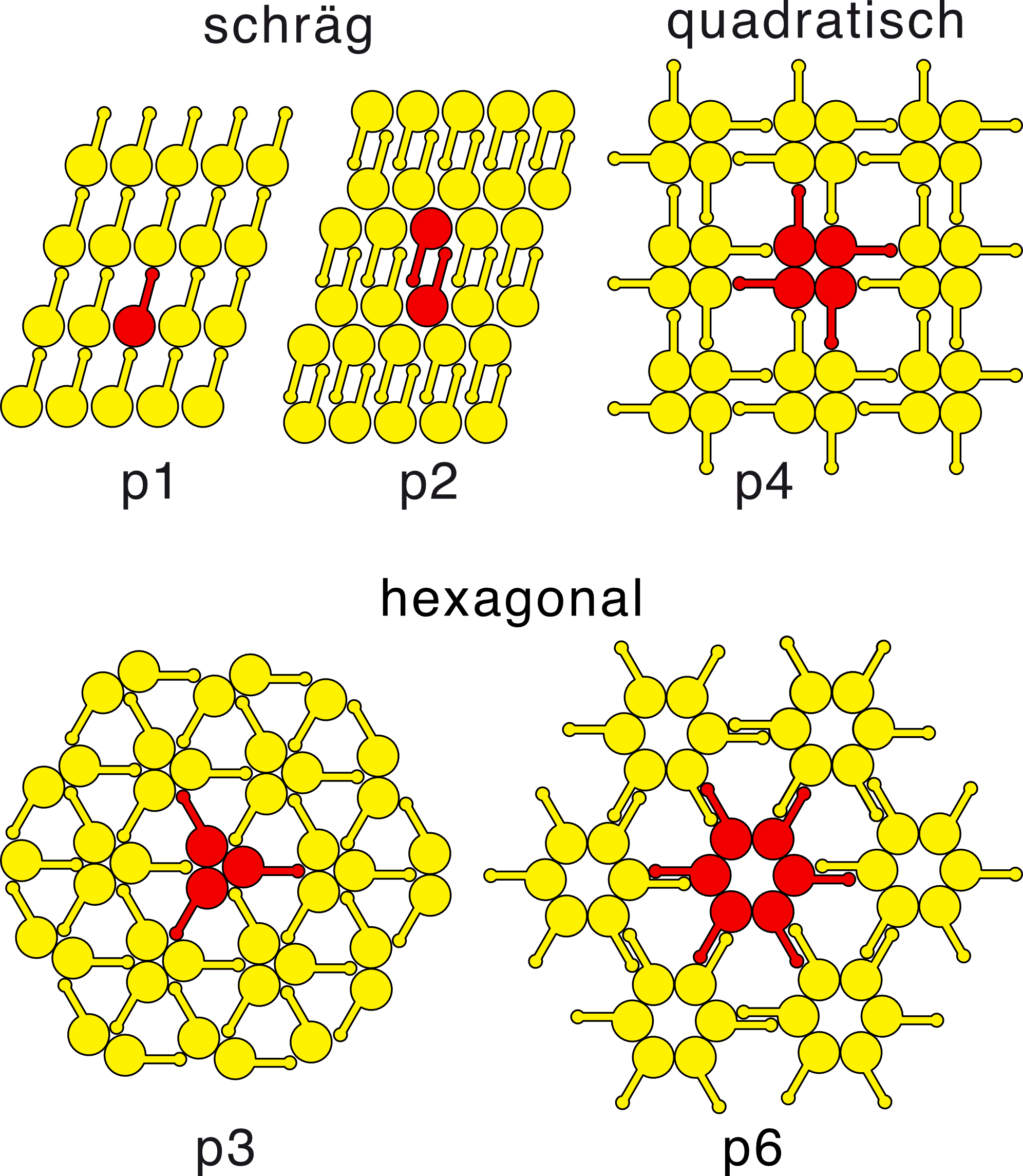
Schematische Darstellung der S-Schicht Gittertypen. Die Proteine der morphologischen Einheiten sind in Rot eingefärbt. Creative Commons Attribution 4.0 International (CC BY 4.0) licence.

Im Gegensatz zur Zellmembran, welche aus Lipiden besteht, wird der S-Layer für gewöhnlich aus einer einzelnen Protein- (oder Glykoprotein-) Spezies gebildet. Diese Protein-Monomere sind durch Selbstorganisation in der Lage, Schichten mit einem symmetrisch angeordneten Gitter auszubilden. Aufgrund der regelmäßigen Anordnung dieser Schichten spricht man auch von (zweidimensionalen) kristallinen Strukturen oder organischen Kristallen. In der Regel sind die S-Layer-Proteine sowohl untereinander als auch an andere Zellwandkomponenten nichtkovalent gebunden.
Es wurden – je nach Organismus – sehr unterschiedliche S-Layer isoliert; einige Spezies sind sogar in der Lage, nach Bedarf mehrere verschiedene S-Layer auszubilden. Bei den bisher identifizierten S-Layern weisen die Monomere eine Molmasse von 40 bis 200 kDa auf. Die Schichtdicke der daraus gebildeten Strukturen beträgt 5 bis 20 nm.

## Funktion des S-Layers
Der S-Layer stellt in der Regel den äußersten (oder wie im Fall einiger Archaeen, den einzigen) Zellwand-Bestandteil dar und kann je nach Organismus unterschiedliche Funktionen erfüllen.
Es wird vermutet, dass der S-Layer neben der formbildenden Funktion in vielen Fällen bei Archaeen auch dem Schutz vor schädigenden Umwelteinflüssen (z. B. Biomineralisation), aber auch vor Phagen oder im Fall von pathogenen Keimen, vor Phagozytose dient.
Außerdem ist der S-Layer ein Virulenzfaktor einiger Bakterienstämme, beispielsweise bewirkt er bei Campylobacter spp. die In-vivo-Veränderlichkeit (antigenic shift) und verhindert die Bindung von C3b.
In vielen Fällen ist der Zweck dieser zusätzlichen Zellwandkomponente jedoch unbekannt; unter Laborbedingungen verlieren einige Spezies die Fähigkeit, S-Layer auszubilden. Neuere Daten weisen darauf hin, dass S-Schichten den Zelloberflächen Antifouling-Eigenschaften verleihen.

## Selbstorganisation
S-Schichtmonomere haben die Fähigkeit an der Zelloberfläche von wachsenden und sich teilenden Zellen in Form zusammenhängender monomolekularen (Glyko)Proteingittern zu assemblieren und zu rekristallisieren. Entscheidend dafür ist, dass die Bindungskräfte zwischen den Monomeren größer sind als zwischen den Monomeren und den darunterliegenden Zellwand (envelope) Komponenten. S-Schichten stellen somit die einfachsten Proteinmembranen dar, die im Zuge der Evolution entstanden sind.
S-Schicht Monomere können in Form zusammenhängender monomolekularer Schichten auch an einer Vielzahl von festen Trägern (z. B. Halbleiter, Metalle, Polymere) sowie Lipidfilmen, Liposomen und Emulsomen sowie an anderen Phasengrenzen (z. B. Wasser/Luft) zur Rekristallisation gebracht werden.

## Anwendungspotentiale
Untersuchungen zur Struktur, Chemie, Genetik, Selbstorganisation und Funktion von S-Schichten haben zu zahlreichen Anwendungen auf den Gebieten der (Nano)Biotechnologie, Biomimetik, Biomedizin und Synthetischen Biologie geführt. Wesentliche Anwendungsgebiete leiten sich davon ab, dass S-Schichtproteine mit anderen funktionellen Proteinen (z. B. Enzyme, Antikörper, Antigene, Liganden) fusioniert werden können und diese Fusionsproteine die Fähigkeit behalten in Suspension, an Oberflächen und an Phasengrenzflächen zu rekristallisieren. S-Schichten und S-Schichtfusionsproteine lassen sich auch als Strukturelement zur Herstellung komplexer supramolekularer Strukturen einsetzen.